# 喬伊納 (阿肯色州)
喬伊納（英語：Joiner）是一個位於美國阿肯色州密西西比縣的城市。

## 地理
喬伊納的座標為35°30′26″N 90°09′01″W / 35.50722°N 90.15028°W，而該地的平均海拔高度為71米（即233英尺）。

## 人口
根據2020年美國人口普查的數據，喬伊納的面積為1.59平方千米，皆為陸地。當地共有人口498人，而人口密度為每平方千米313人。